# 球速0.25秒!
『球速0.25秒!』（きゅうそくれいてんにごびょう）は、原作：杉四郎、漫画：眉月はるなによる日本の漫画。『週刊少年ジャンプ』（集英社）において1970年21号から30号まで連載され、ひばり書房のひばりコミックスで刊行された。

## 概要
同誌で同年初頭に『アニマル球場』を連載していた眉月はるなと、後年『アストロ球団』の原作を担当する遠崎史朗（杉四郎名義）による野球漫画。
高校野球大会の決勝で相手打者にビーンボールをぶつけて左目を失明させた投手の挫折と再起、そしてその投手が「バッテリー間18.44mを0.3秒で投げたボブ・フェラー」の記録を破って0.25秒で投げるまでを描いている。

## 実際の球速
記録に残されているボブ・フェラーの最高の球速は初速117.2マイル、終速98.6マイルとなっている（当該人物の項目を参照）。最高速度である初速のマイル表示をキロメートルに換算すると117.2×1.609344=188.61511（時速約188 - 189km）となり、18.44m間は0.351955秒で通過することになる。
なお、主人公の投手が最終話に記録した18.44m間の球速0.25秒は、時速に換算すると265.536kmとなる。